# Trampled by Turtles
Trampled by Turtles (abrégé TBT) est un groupe de Bluegrass originaire de Duluth, Minnesota. Le groupe tire son inspiration de chanteurs tels que Bob Dylan, Neil Young, Townes Van Zandt et Ralph Stanley.
Leur album Palomino, le plus connu, est resté dans le top 10 du magazine Billboard des meilleurs titres de Bluegrass durant 52 semaines consécutives. Leur musique a été utilisée dans quantité d'émissions télévisées américaines telles que Péril en haute mer et Squidbillies. Leur sixième album, Stars and Satellites est sorti le 10 avril 2012.
Le groupe a joué dans beaucoup de grands festivals américains tels que Coachella, StageCoach, Bumbershoot, et Pickathon, de même que nombre de festivals folks au cours de la seule année 2011 tels (d'après leurs noms originaux) "Telluride Bluegrass Festival", le "Nexport Folk Festival" et le "ROMP 2011". 

Le groupe prévoit aussi de jouer dans d'autres festivals tel "Sasquatch! Music Festival", "Bonnaroo", "All Good Music Festival" et "Nexport Folk Festival" au cours de l'année 2012.

## Membres
- Dave Simonett - chant, Guitare
- Tim Saxhaug - Basse, chant
- Dave Carroll - Banjo, chant
- Erik Berry - Mandoline
- Ryan Young - "Fiddle", chant

## Discographie

### Albums
| Titre                         | Detail des Albums                                               |
| ----------------------------- | --------------------------------------------------------------- |
| Song from a Ghost Town        | - Date de Sortie: 5 octobre 2004 - Label: "Trampled by Turtles" |
| Blue Sky and the Devil        | - Date de Sortie: 20 avril 2005 - Label: "BanjoDad Records"     |
| Trouble                       | - Date de Sortie: 19 mars 2007 - Label: "BanjoDad Records"      |
| Duluth                        | - Date de Sortie: 30 octobre 2008 - Label: "BanjoDad Records"   |
| Palomino                      | - Date de Sortie: 13 avril 2010 - Label: "BanjoDad Records"     |
| Stars and Satellites          | - Date de Sortie: 10 avril 2012 - Label: "BanjoDad Rerords"     |
| Wild Animals                  | - Date de Sortie: 14 juillet 2014 - Label: "BanjoDad Rerords"   |
| Life Is Good on the Open Road | - Date de Sortie: 4 mai 2018 - Label: "BanjoDad Rerords"        |

### Clips
| Année | Video                            | Réalisateur             |
| ----- | -------------------------------- | ----------------------- |
| 2010  | Wait So Long                     | Justin Gustavision      |
| 2010  | Victory                          | Justin Gustavision      |
| 2010  | Where Is My Mind                 | Justin Gustavision      |
| 2012  | Alone                            | Justin Gustavision      |
| 2012  | Walt Whitman                     | Jim Fortier/Dave Willis |
| 2013  | Midnight on the Interstate       | Stephanie Erlandson     |
| 2014  | Are You Behind the Shining Star? | Philip Harder           |
| 2014  | Wild Animals                     | Philip Harder           |